# Velika bijela psina
Velika bijela psina (Carcharodon carcharias), vrsta morskih pasa, jedina preživjela iz roda Carcharodon. Svrstana je u porodicu psina (Lamnidae). Živi u svim oceanima, a prednost daje obalnim vodama umjerenih područja.
Zbog njihovih specifičnih potreba za prevaljivanjem velikih udaljenosti zbog sezonskih migracija i ekstremno neophodne dijete, logistički je nemoguće držati velike bijele psine u zatočeništvu. Iako je bilo pokušaja u prošlosti da se to omogući, do dan danas niti jedan akvarij ne posjeduje primjerak velike bijele psine.

## Opis
Dugačka je od 5-7 metara i teži 2 tone ili više. Mesožder je i jede tuljane, morske lavove i dupine.
Živi u morima topline od 12 do 30°C. Česta je pri obalama južne Australije, Južne Afrike, Kalifornije, otoka Gvadalupe i nešto manje u Sredozemlju i u Jadranu. Nađena je na najvećoj dubini od 1280 metara. Ugrožena je vrsta zbog lova koji je jak zbog krive predodžbe o ovim ribama kao o krvoločnim ubojicama.
Ženke, koje su veće od mužjaka, kote 4-14 živih mladih, dugih 1,2 metra ili više. Dok su u maternici, mladi se hrane neoplođenim jajima ili drugim zamecima. Premda je ova vrsta zaštićena u nekim dijelovima svijeta, njezin broj opada.

## Napadi na ljude
Ljudi nisu zdrava hrana za velike bijele, jer im je probava prespora da probavi plijen s velikim udjelom kosti u odnosu na  mišiće i mast u ljudskom tijelu. U skladu s time, u većini zabilježenih napada, velika bijela psina bi prekinula napad nakon prvog ugriza. Smrti bi obično bile uzrokovane gubitkom krvi od početne ozljede udova, a rjeđe kritičnim gubitkom organa ili zbog jedenja čitavog čovjeka.
Od svih vrsta morskih pasa, velika bijela psina je odgovorna za najveći broj dokumentiranih napada na ljude, do 2012. godine su zabilježena 272 napada na ljude.

## Drugi projekti
|  | Zajednički poslužitelj ima još gradiva o temi velika bijela psina |
|  | Wikivrste imaju podatke o taksonu velikoj bijeloj psini           |